# Raise
「Raise」（レイズ）は、小倉唯の楽曲。自身の1枚目のシングルとして2012年7月18日にキングレコードから発売された。

## 概要
声優やゆいかおりなどで活動する、小倉唯のソロデビューシングル。
本曲は、テレビアニメ『カンピオーネ! 〜まつろわぬ神々と神殺しの魔王〜』のエンディングテーマに起用された。タイトルの「Raise」は英語で「高める」の意。自分を高めていくアニメの世界観が反映されており、サビおよびA・Bメロで歌い方を変えている。曲調は、カンピオーネ自体がかっこいい内容になっているため、本曲もアップテンポで躍動感のある構成に仕上がっている。そのため小倉は腹式呼吸や、一部の箇所を強くするなど様々な声質を使い分けている。
ミュージック・ビデオの赤と白のドレスはカンピオーネの神秘的なカッコよさが、青い衣装はカンピオーネの苦悩がそれぞれ表現されている。なお動きに関してはアドリブであるが、収録では曲のイメージに合わせることができたという。また、表情に関しても口を大きく開けていないが、これは、勢いが出ると、本作のイメージに合わないと判断したためである。
シングルのカップリング曲「PON de Fighting!」は、小倉のこれからの気持ちが詰まった曲。「Raise」とは対照的に小倉の可愛らしさを前面に押し出した曲になっており、自身も「前向きで元気をもらえる曲」と表現しているものの、バックコーラスなどでリズムをつかむのが大変だった事を明かしている。

## 批評
CDジャーナルは、表題曲を「ロック・テイストの強いハードな楽曲」、「ティーンらしさ全開のガーリーなソフト・ポップス」、カップリングを「キュートなエレポップ・チューン」と評した。

## 販売形態
シングルは期間限定盤（KICM-91397）と通常盤（KICM-1397）の2種リリースで、期間限定盤には本曲のミュージックビデオを収録したDVDが同梱されている。
さらに初回プレス分のみ、「小倉唯BIRTHDAY SPECIALミニライブ〜SEVENTEEN!〜」（後述）の応募抽選シリアルナンバーカードも封入されていた。

## 収録曲
CDシングル
1. Raise [4:31]
  - 作詞：只野菜摘、作曲：俊龍、編曲：藤田淳平（Elements Garden）
  - テレビアニメ『カンピオーネ! 〜まつろわぬ神々と神殺しの魔王〜』エンディングテーマ
2. PON de Fighting! [4:02]
  - 作詞：大森祥子、作曲・編曲：大久保薫
3. Raise（off vocal ver.）
4. PON de Fighting!（off vocal ver.）

DVD（初回限定盤のみ）
1. Raise（MUSIC VIDEO）

## 収録アルバム
| 曲名             | 収録作品名         | 発売日        | 備考                   |
| ---------------- | ------------------ | ------------- | ---------------------- |
| Raise            | 『Strawberry JAM』 | 2015年3月25日 | album ver.として収録。 |
| PON de Fighting! | 『Strawberry JAM』 | 2015年3月25日 |                        |

他、2024年9月18日発売のアルバム『Bloomy』初回限定盤A付属のBlu-rayには、『Raise 〜Bloomy ver.〜』のLive Clipが収録されている。

## ミニライブ
本CD（初回プレス盤）購入者を対象した招待制ミニライブ「小倉唯BIRTHDAY SPECIALミニライブ〜SEVENTEEN!〜」が2012年8月15日に横浜ベイホールにて開催された。
セットリスト（夜の部）
M-01 Raise
M-02 きみがここに来る二、三の理由
M-03 黒髪流儀。技あり!
M-04 PON de Fighting!
M-05 キュッ!キュッ!CURIOSITY!!
M-06 ともだちピンク
M-07 Raise